# Автоматичний гранатомет

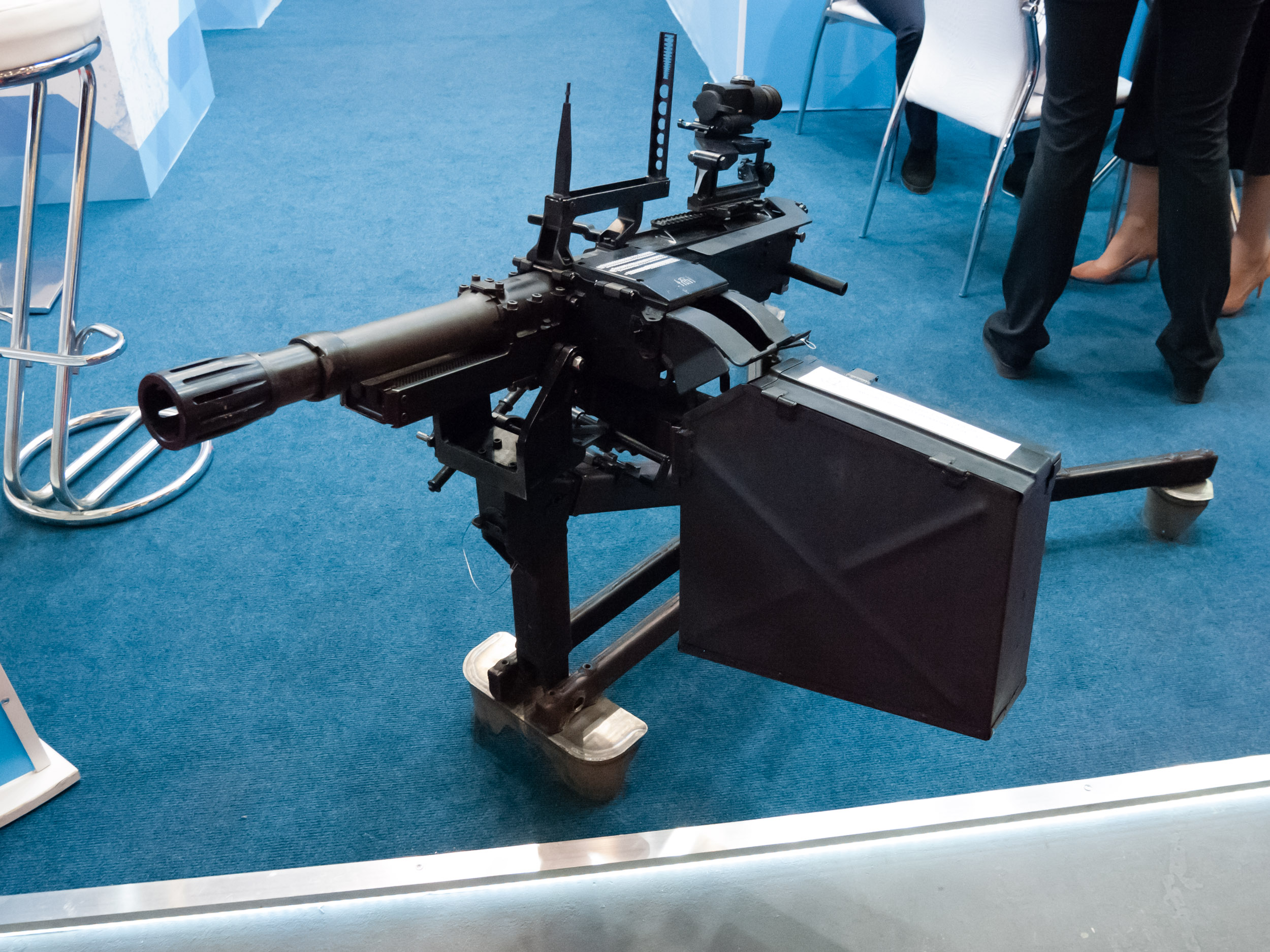
УАГ-40, 2018 р.

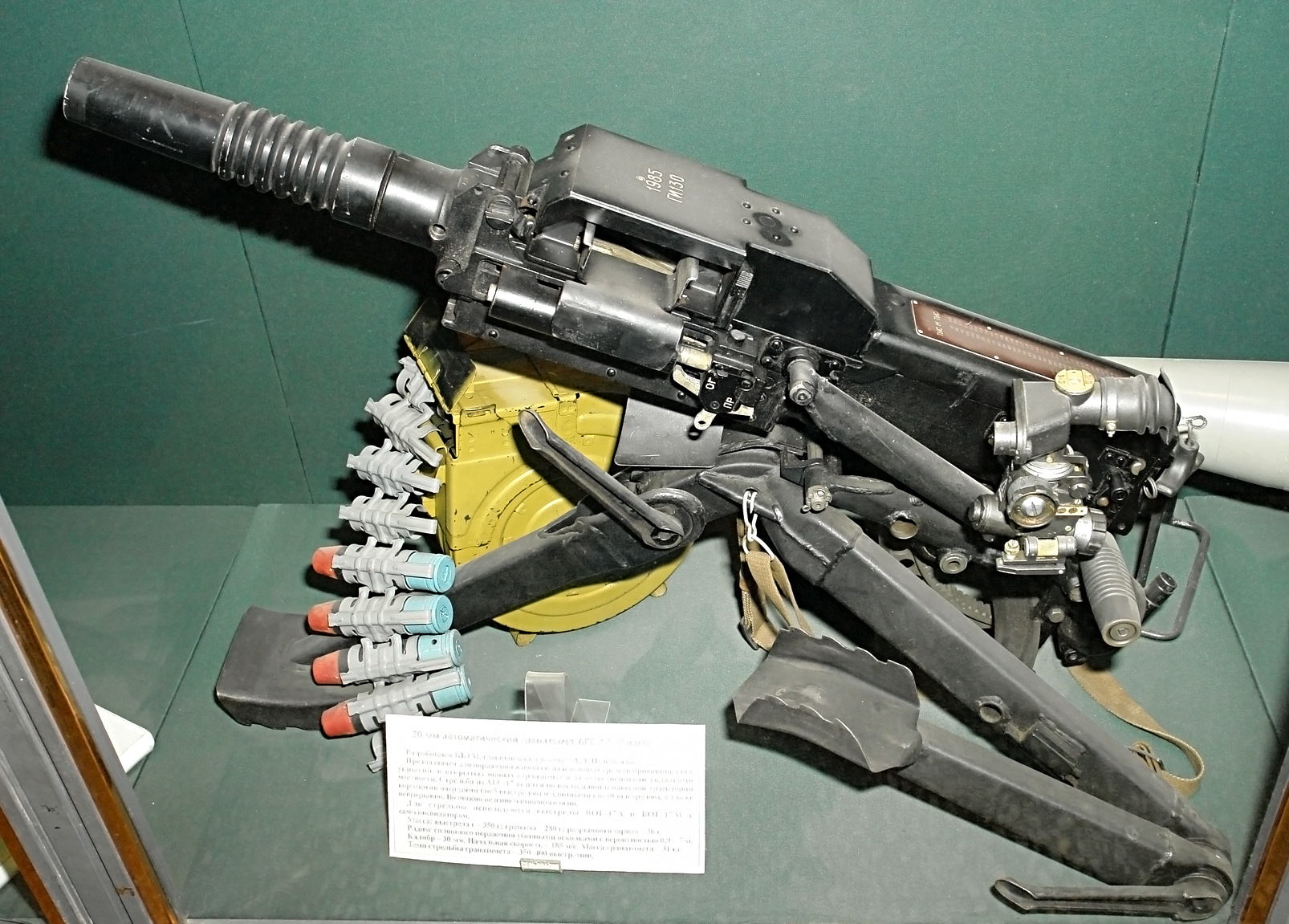
30-мм автоматичний станковий гранатомет АГС-17 «Пламя»

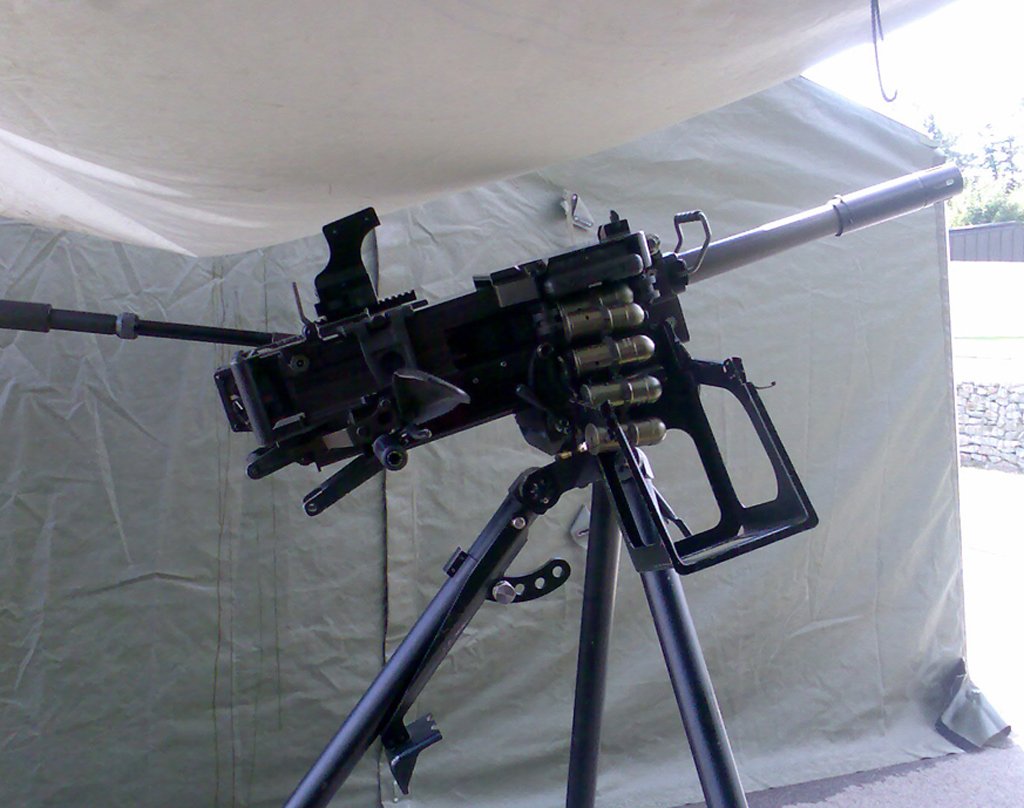
40-мм автоматичний гранатомет «Heckler & Koch GMG». ФРН

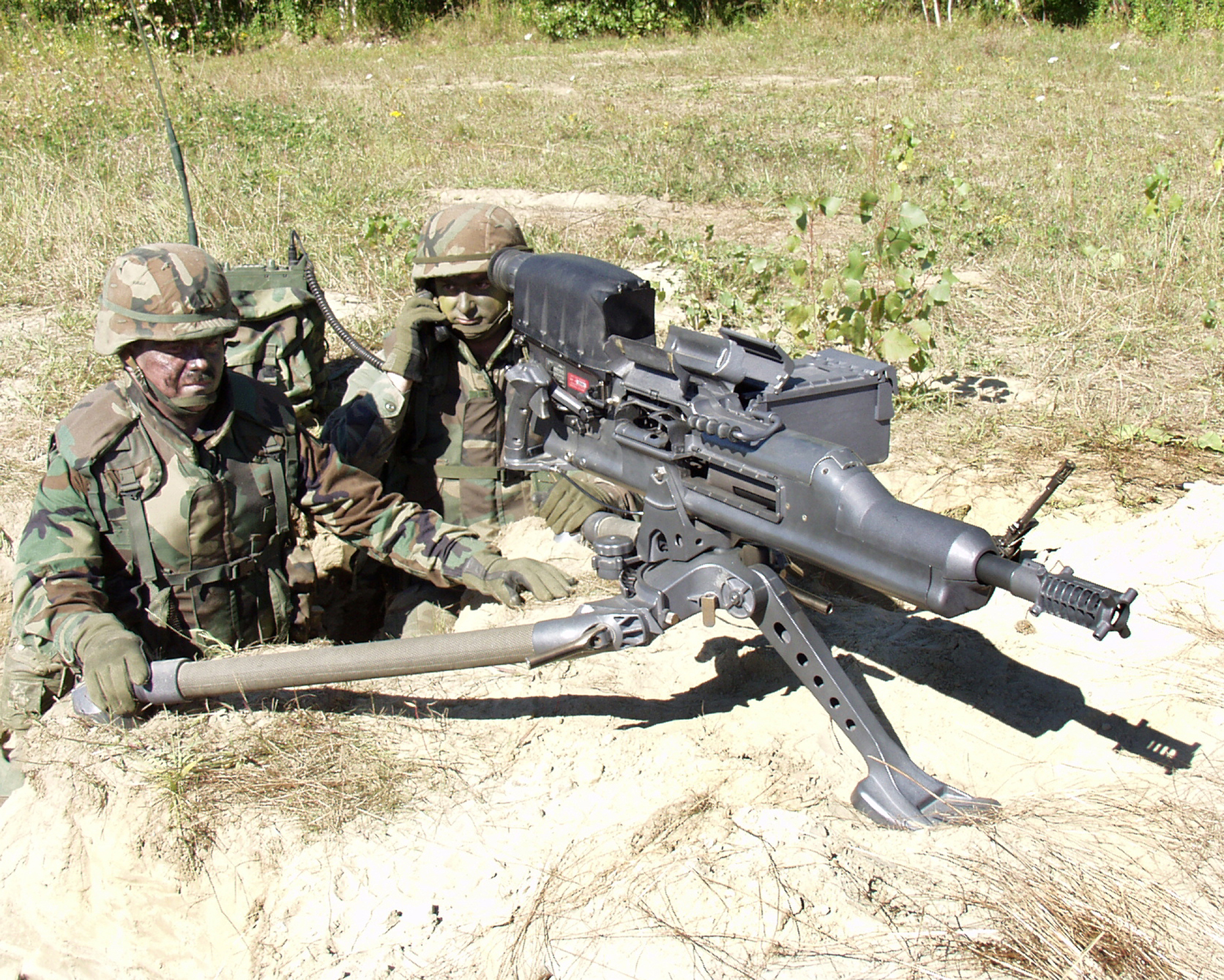
25-мм автоматичний гранатомет XM307 ACSW. США

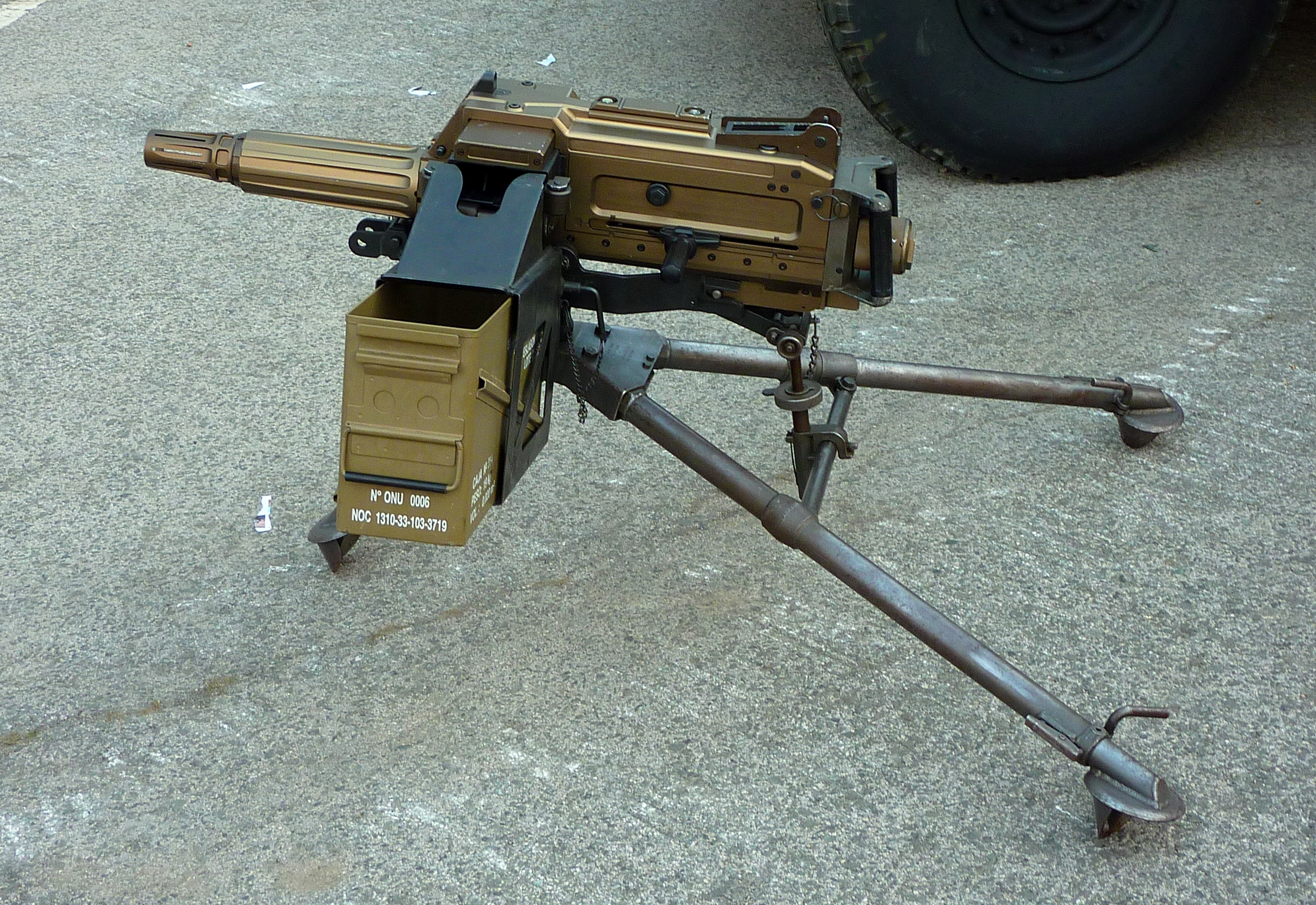
40-мм SB LAG 40. Іспанія

Автомати́чний гранатоме́т — вогнепальна автоматична зброя, призначена для ураження живої сили і неброньованих засобів противника гранатою.

## Зміст
Сучасні автоматичні гранатомети забезпечують піхоті ведення вогню на дальності до 800–1500 метрів по точкових цілях і до 1700–2200 метрів по площах, прямою наводкою або навісним вогнем. Боєприпас для такого гранатомета являє собою унітарний постріл калібру 30-40 мм, з невеликим метальним зарядом, який працює за принципом «високий/низький тиск». Від боєприпасів для підствольних гранатометів їх відрізняє велика потужність заряду, що забезпечує велику швидкість снаряда і, відповідно, значно більшу дальність стрільби. Тим не менш, незначна за «артилерійськими» мірками швидкість гранати (як правило 170–250 м/с) дозволяє зробити зброю під такий боєприпас відносно компактною і легкою, придатною до використання, як з піхотних порядків, так і з бойової техніки — бронетранспортерів, джипів, вертольотів. Стрільба може вестися зі станка-триноги або зі спеціальних танкових, бронетранспортерних, вертолітних, корабельних установок, пристосованих для такого виду зброї.
Зазвичай осколково-фугасна граната має вагу до 250 грам, з яких приблизно 30 грам припадає на вибухову речовину. Загальна вага одного унітарного пострілу становить порядку 300 грам. Граната має префрагментовану сорочку для рівномірного утворення осколків, і детонатор, що забезпечує постановку на бойовий звід на безпечній відстані від зброї. Зона суцільного ураження осколками однієї гранати як правило має радіус від 5 до 10 метрів. Крім осколкових гранат у світі також випускається велика кількість інших типів гранат, в тому числі бронебійні, димові, навчальні тощо.
Темп стрільби сучасного автоматичного гранатомету — близько 350 постр/хв, бойова скорострільність- 100 постр/хв.
Автоматичні гранатомети за устаткуванням і зовнішнім виглядом найбільше нагадують станкові кулемети з коротким і товстим стволом. Невеликі балістичні характеристики їх боєприпасів дозволяють застосовувати найпростішу схему автоматики з вільним затвором, хоча зустрічаються й інші схеми. Живлення боєприпасами найчастіше стрічкове.
В останні роки основним напрямком у розвитку автоматичних гранатометів стало створення для них осколкових боєприпасів з дистанційним підривом над ціллю (без потреби в прямому влученні в ціль) і необхідних для цього комп'ютеризованих прицільних комплексів, що включають лазерний далекомір, балістичний обчислювач, індикатор наведення по дальності і засоби установки дистанційного підривника гранати в момент пострілу. Додатково такий прицільний комплекс може мати телевізійний та/або нічний канали спостереження за ціллю, багатофункціональний дисплей тощо.
Використання таких комплексів може багатократно підняти ефективність використання гранатометів проти піхоти, особливо той, що знаходиться в укриттях типу окопів, природних складках місцевості тощо.

## Сучасні автоматичні гранатомети
- 40-мм УАГ-40 (Україна) - 40x53 мм
- 30-мм АГС-17 «Пламя» (СРСР/РФ) - 30×29 мм
- 30-мм АГС-30 (РФ) - 30×29 мм
- 40-мм АГС-40 «Балкан» (РФ) - 40x53 мм
- 40-мм Mk 19 (США) - 40x53 мм
- 40-мм Mk.47 (США) - 40x53 мм
- 25-мм XM307 ACSW(XM307 Advanced Crew Served Weapon) (США) - 	25x59 мм
- 40-мм HK GMG (Німеччина) -  40x53 мм
- 35-мм QLZ-87/W87 (Китай) - 35x32SR мм

## Калібри гранат
- 40-мм:
  - 40×74.5 мм[1]
  - 40×53 мм
  - 40×51 мм
  - 40×47 мм[1]
  - 40×46 мм[1]
- 35-мм:
  - 35×32SR мм[2]
- 30-мм: 
  - 30×29 мм[3]
- 25-мм:
  - 25×59 мм[4]

## Порівняння сучасних автоматичних гранатометів
|                                     | УАГ-40                                                         | АГС-40 Балкан      | Mk 47 Striker | HK GMG    | Denel Y3 AGL                                      | SB LAG 40 | Daewoo K4 | Howa Type 96 |
| ----------------------------------- | -------------------------------------------------------------- | ------------------ | ------------- | --------- | ------------------------------------------------- | --------- | --------- | ------------ |
| Зовнішній вигляд                    |                                                                |                    |               |           |                                                   |           |           |              |
| Роки виробництва                    | з 2010                                                         | з 2008             | з 2003        | 1992      | з 2007                                            | 1984      | з 1992    | з 1996       |
| Калібр, мм                          | 40 x 53                                                        | 40 мм безгільзовий | 40 x 53       | 40 x 53   | 40 x 53                                           | 40 x 53   | 40 x 53   | 40 x 53      |
| Стрічка, пострілів                  | н/д                                                            | 20                 | н/д           | 32        | н/д                                               | 24/32     | н/д       | 50           |
| Маса, кг: тіло гранатомета загальна | 17,0 31,0                                                      | н/д 32             | 18,0 41,0     | 29,0 46,5 | 18,0 33,1                                         | н/д 34,0  | 35,3 65,9 | 24,5 н/д     |
| Довжина ствола, мм                  | 400                                                            | 400                | 330           | 577       | 335                                               | 415       | 412       | 454          |
| Довжина гранатомета, мм             | 960                                                            | н/д                | 940           | 1175      | 861                                               | 960       | 1094      | 975          |
| Скорострільність, пострілів/хв      | 400                                                            | 400                | 225-300       | 340       | 280-320                                           | 215       | 350       | 250-350      |
| Початкова швидкість гранати, м/с    | 240                                                            | н/д                | н/д           | 245       | 240                                               | 242       | 240       | н/д          |
| Приціл                              | механічний (база), оптичний або оптико-електронний (додатково) | ПАГ-17             | AN/PWG-1      | н/д       | оптичний або електронний (балістичний обчислювач) | н/д       | н/д       | н/д          |
| Максимальна дальність стрільби, м   | 2200                                                           | 2500               | 2200          | 2200      | 2200                                              | 2200      | 2200      | н/д          |

### Відео
- (рос.)Военное Дело. Автоматические гранатомёты [Архівовано 11 грудня 2020 у Wayback Machine.]
- (рос.)Украинский автоматический гранатомёт УАГ-40 [Архівовано 11 травня 2014 у Wayback Machine.]
- (рос.)Оружие Будущего гранатомёт «XM307 ACSW» [Архівовано 20 вересня 2016 у Wayback Machine.]